# Пойнт Тауншип (округ Нортамберленд, Пенсільванія)
Пойнт Тауншип (англ. Point Township) — селище (англ. township) в США, в окрузі Нортамберленд штату Пенсільванія. Населення — 3832 особи (2020).

## Демографія
Згідно з переписом 2010 року, у селищі мешкало 3685 осіб у 1548 домогосподарствах у складі 1067 родин. Було 1689 помешкань
Расовий склад населення:
| - 97,2 % — білих - 0,9 % — чорних або афроамериканців - 0,3 % — азіатів - 0,1 % — корінних американців |

До двох чи більше рас належало 1,0 %. Частка іспаномовних становила 1,4 % від усіх жителів.
За віковим діапазоном населення розподілялося таким чином: 17,3 % — особи молодші 18 років, 58,5 % — особи у віці 18—64 років, 24,2 % — особи у віці 65 років та старші. Медіана віку мешканця становила 48,6 року. На 100 осіб жіночої статі у селищі припадало 95,2 чоловіків;  на 100 жінок у віці від 18 років та старших — 91,0 чоловіків також старших 18 років.
Середній дохід на одне домашнє господарство  становив 67 580 доларів США (медіана — 55 726), а середній дохід на одну сім'ю — 75 365 доларів (медіана — 65 278). Медіана доходів становила 51 283 долари для чоловіків та 33 125 доларів для жінок. За межею бідності перебувало 13,7 % осіб, у тому числі 45,2 % дітей у віці до 18 років та 4,1 % осіб у віці 65 років та старших.
Цивільне працевлаштоване населення становило 1846 осіб. Основні галузі зайнятості: освіта, охорона здоров'я та соціальна допомога — 28,9 %, роздрібна торгівля — 20,9 %, виробництво — 14,1 %.